# Национальный олимпийский и спортивный комитет ЦАР
Национальный олимпийский и спортивный комитет Центральноафриканской Республики (фр. Comité National Olympique et Sportif Centrafricain) — организация, представляющая ЦАР в международном олимпийском движении. Основан в 1964 году, зарегистрирован в МОК в 1965 году.
Штаб-квартира расположена в Банги. Является членом Международного олимпийского комитета, Ассоциации национальных олимпийских комитетов Африки и других международных спортивных организаций. Осуществляет деятельность по развитию спорта в Центральноафриканской Республике.